# Наследствен сорт
„Наследствен сорт“, „наследствен вариетет“, „наследствен плод“ и „наследствен зеленчук“ са термини използвани за старите сортове растения „все още поддържани от градинари и селски стопани по-специално в изолирани етнически общности”.  Те може да са били в обща употреба, отглеждани през предишните периоди от човешката история, но не се използват в съвременното индустриализирано земеделие. В някои части на света като Европейския съюз продажбата на семена от сортове извън одобрения списък е незаконно. Изследователската асоциация „Хенри Дабълдей“, известна днес като „Garden Organic” (Органична Градина) отговаря на тези разпоредби със създаването на Банката за наследствени семена (Heritage Seed Library) за да запазят колкото могат повече стари сортове. Въпреки това банките от семена сами по себе си не могат да елиминират риска от катастрофални загуби. 
Много наследствени зеленчуци са запазвали качествата си чрез свободно опрашване, докато плодови сортове като например при ябълките са разпространявани през вековете чрез резници и присадки. Поддържането на градини със старите наследствени сортове набира растяща популярност в Северна Америка и Европа през последните десетилетия.

## Произход
Преди индустриализирането на земеделието човечеството е отглеждало за храна далеч по-голямо разнообразие от растения. В земеделието на съвременните индустриални страни по-голямата част от храната е от реколтата на големи монокултурни парцели. За да се постигне при това максимална ефективност се сеят малко на брой сортове от всеки вид. Тези сортове са селектирани заради тяхната продуктивност, способността им да издържат механически на брането, товаренето и транспорта, издръжливостта им на измръзване, суша и пестициди. Завръщането към наследственото земеделие е реакция срещу тези тенденции. В тропиците наследствените сортове все още са широко използвани, например в домашните градини на южна и югоизточна Азия.

## Изисквания
Дефиницията на понятието наследствен сорт е остро дебатирана. Така например една школа непоколебимо държи на минимална възраст от 100 години, други считат, че следва да е 50 години, а някои предпочитат 1945 г., която маркира края на Втората Световна Война и приблизителното начало на широкото разпространение на хибриди от компаниите произвеждащи семена и разсад. Много градинари считат 1951 г. за последната година на възникване на сортове, които могат да бъдат наречени наследствени. Разбира се някои от наследствените сортове са много по-стари, а други са дори праисторически.
Друг начин на дефиниране е буквалното разбиране на „Наследствен“, според която това са сортове селектирани и отглеждани в продължение на много поколения от членовете на едно семейство.
Допълнително съществува категорията на „комерсиалните наследствени сортове“, които са в употреба от много поколения и са от такова качество, че са запазени и поддържани дори и след като компанията излиза от бизнеса или по някакъв начин изпуска линията на поколенията. От друга страна някои от комерсиалните сортове са просто придобити и впоследствие поддържани от компаниите за семена наследствени сортове.
Независимо от интерпретацията на различни хора повечето институции са на мнение, че по определение наследствените сортове трябва да са със свободно опрашване. Те могат да са също така свободно опрашвани сортове, размножени и стабилизирани с класически растениевъдни практики. Повечето, ако не всички хибридни растения, ако се развъдят повторно няма да са същите като първоначалното хибридно растение и това означава зависимост на семената за бъдещи реколти от дистрибуторите.

## Адаптация
Наследствените сортове в течение на времето са се адаптирали към климата и почвите на местата където са отглеждани и най-често са станали резистентни към местните вредители, болестите и крайностите на климатичните им условия.

## Събиране
Старите сортове рози например се събират (с малки резници, които не ги увреждат) от стари имения или гробища, където те са раснали без външна намеса в течение на десетилетия. Съвременното производство със своите методи, а също и нарастването на населението в широк мащаб изместват тази практика.

## Законодателство и национални списъци
Смята се, че до 70-те години в Европа и Великобритания са изгубени може би над 2000 сорта след като продажбата на зеленчуци извън националните списъци бива обявено за незаконно. Това е мярка, предприета за елиминирането на непочтените доставчици на семена, предлагащи един сорт вместо друг, както за поддържане на действителните сортове. Използвани са стриктни тестове
Немалък проблем е високата цена нужна за регистрация, а след това и за поддържане на определен сорт в съответния национален списък. Следователно ако производителят или дистрибутора на семена не е уверен, че съответният сорт ще се продава много добре той няма да го поддържа в списъка.
Една алтернатива за света би било предоставянето на наследствените сортове на семенна банка. Тези обществени хранилища от своя страна ще предоставят семената за различни цели, като размножаване, изучаване и в някои случаи за разпространение.